# Coongie Lakes National Park
Coongie Lakes National Park är en park i Australien. Den ligger i delstaten South Australia, omkring 860 kilometer norr om delstatshuvudstaden Adelaide.
Trakten runt Coongie Lakes National Park är nära nog obefolkad, med mindre än två invånare per kvadratkilometer.. Det finns inga samhällen i närheten. 
Omgivningarna runt Coongie Lakes National Park är i huvudsak ett öppet busklandskap. Genomsnittlig årsnederbörd är 210 millimeter. Den regnigaste månaden är mars, med i genomsnitt 68 mm nederbörd, och den torraste är oktober, med 1 mm nederbörd.